# Curcuma cochinchinensis
Curcuma cochinchinensis är en enhjärtbladig växtart som beskrevs av François Gagnepain. Curcuma cochinchinensis ingår i släktet Curcuma och familjen Zingiberaceae. Inga underarter finns listade i Catalogue of Life.